# Škrabutnik
Škrabutnik je naselje u Republici Hrvatskoj u Požeško-slavonskoj županiji, u sastavu grada Požege.

## Zemljopis
Škrabutnik je smješten oko 10 km južno od Požege na Požeškoj gori zapadno od ceste Požega - Nova Kapela, susjedna naselja su Crkveni Vrhovci na sjeveru i Srednji Lipovac na jugu.

## Stanovništvo
Prema popisu stanovništva iz 2011. godine Škrabutnik je imao 22 stanovnika.
| broj stanovnika | 131   | 126   | 150   | 160   | 207   | 258   | 248   | 262   | 166   | 193   | 168   | 125   | 88    | 62    | 47    | 22    | 11    |
|                 | 1857. | 1869. | 1880. | 1890. | 1900. | 1910. | 1921. | 1931. | 1948. | 1953. | 1961. | 1971. | 1981. | 1991. | 2001. | 2011. | 2021. |